# Далі (міфологія)

Далі (груз. დალი) — в грузинській міфології — богиня полювання, покровителька диких тварин.
Згідно з переказами, поширеними в гірських районах Грузії, Далі подається як надзвичайна золотокоса красуня, подібна Мзетунахаві. Живе вона на неприступних скелях, звідки звисає її волосся.
Іноді Далі стає перевертнем — вона з'явяється людині в образі тварини або птиці. За міфами, іноді Далі вступає в любовні відносини з одним з мисливців. Обраний нею мисливець, отримує від неї дар (намисто, кільце, стрілу і так далі). Цей дар має магічну силу — приносити удачу в полюванні. Обранець богині зобов'язаний приховувати і любовний зв'язок з Далі, і її дар. Той, хто порушив цю умову неминуче гине.
В оповідях про Амірані Далі є його матір'ю.

## Цікаві факти
Ім'ям богині названий каньйон на Венері - Далі (каньйон).